# 2015 DV249
2015 DV249 est un objet transneptunien en résonance 3:7 avec Neptune[réf. non conforme].

## Caractéristiques
2015 DV249 mesure environ 150 kilomètres de diamètre.